# Rangers Football Club 2018-2019
Questa voce raccoglie le informazioni riguardanti il Rangers Football Club nelle competizioni ufficiali della stagione 2018-2019.

## Stagione
- In Scottish Premiership i Rangers si classificano al secondo posto (78 punti), dietro al Celtic e davanti al Kilmarnock.
- In Scottish Cup sono eliminati ai quarti di finale dall'Aberdeen (1-1 e poi 0-2 al replay).
- In Scottish League Cup sono eliminati in semifinale dall'Aberdeen (1-0).
- In Europa League raggiungono la fase a gironi, dopo aver eliminato i macedoni dello Shkupi nel primo turno preliminare (2-0), i croati dell'Osijek nel secondo turno preliminare (1-2), gli sloveni del Maribor nel terzo turno preliminare (3-1) e i russi dell'Ufa nel turno di spareggi (2-1). Inserito nel gruppo G con Villarreal, Rapid Vienna e Spartak Mosca, si classifica al terzo posto con 6 punti.

## Maglie e sponsor
| Casa | Trasferta | Terza divisa |

## Rosa
| N. |                             | Ruolo | Calciatore                 |
| -- | --------------------------- | ----- | -------------------------- |
| 1  | Scozia (bandiera)           | P     | Allan McGregor             |
| 2  | Inghilterra (bandiera)      | D     | James Tavernier (capitano) |
| 3  | Inghilterra (bandiera)      | D     | Joe Worrall                |
| 4  | Scozia (bandiera)           | C     | Graham Dorrans             |
| 5  | Scozia (bandiera)           | D     | Lee Wallace                |
| 6  | Inghilterra (bandiera)      | D     | Connor Goldson             |
| 7  | Scozia (bandiera)           | A     | Jamie Murphy               |
| 8  | Scozia (bandiera)           | C     | Ryan Jack                  |
| 9  | Inghilterra (bandiera)      | A     | Jermain Defoe              |
| 10 | Irlanda del Nord (bandiera) | C     | Steven Davis               |
| 11 | Irlanda del Nord (bandiera) | A     | Kyle Lafferty              |
| 13 | Inghilterra (bandiera)      | P     | Wes Foderingham            |
| 14 | Inghilterra (bandiera)      | C     | Ryan Kent                  |
| 15 | Inghilterra (bandiera)      | D     | Jon Flanagan               |
| 16 | Scozia (bandiera)           | C     | Andy Halliday              |

| N. |                             | Ruolo | Calciatore          |
| -- | --------------------------- | ----- | ------------------- |
| 17 | Scozia (bandiera)           | C     | Ross McCrorie       |
| 18 | Finlandia (bandiera)        | C     | Glen Kamara         |
| 19 | Croazia (bandiera)          | D     | Nikola Katić        |
| 20 | Colombia (bandiera)         | A     | Alfredo Morelos     |
| 21 | Portogallo (bandiera)       | C     | Daniel Candeias     |
| 23 | Mali (bandiera)             | C     | Lassana Coulibaly   |
| 25 | Stati Uniti (bandiera)      | D     | Matt Polster        |
| 27 | Messico (bandiera)          | C     | Carlos Alberto Peña |
| 27 | Scozia (bandiera)           | C     | Stephen Kelly       |
| 31 | Croazia (bandiera)          | D     | Borna Barišić       |
| 32 | Inghilterra (bandiera)      | P     | Andy Firth          |
| 35 | Albania (bandiera)          | C     | Eros Grezda         |
| 36 | Irlanda del Nord (bandiera) | D     | Gareth McAuley      |
| 37 | Canada (bandiera)           | C     | Scott Arfield       |
| 40 | Scozia (bandiera)           | A     | Glenn Middleton     |